# ドラゴンフライ (検索エンジン)
ドラゴンフライ・プロジェクトは、 Googleが作成したインターネット検索エンジンのプロトタイプであり、中国の検閲条項に準拠するように設計されていた。2018年8月、Googleの従業員がプロジェクトについて書いた内部メモをザ・インターセプトがリークしたことにより明らかになった。2018年12月、Google内部のプライバシーチームのメンバーとの衝突を受け、ドラゴンフライは「事実上停止された」と報告された。だが、従業員の報告によれば、ドラゴンフライ・プロジェクトの作業は2019年3月時点でも継続しており、約100人のメンバーがアサインされているとした。
2019年7月、Googleはドラゴンフライ・プロジェクトを終了したことを発表した。

## 経緯
検索エンジン「ドラゴンフライ」は、ユーザーの電話番号を検索クエリと関連付け、言論の自由、人権、民主主義、宗教など、中国政府にとってセンシティブであると考えられる内容を検閲する機能を有していると報じられた。これらの検索の際に情報が検閲されたことはユーザーに通知するようには設計されていない。2018年9月21日にザ・インターセプトは、Googleエンジニアが作成したとされるプロジェクトの詳細を含む内部メモについて報告した。ザ・インターセプトが掲載した7月18日の会議の記録によると、Googleの検索エンジンチーフであるBen Gomesは、プロジェクトの将来は「まだわからない」が、アプリを「6〜9か月」でローンチできるようにしたいと述べていた。
Googleの幹部らは2018年に、ドラゴンフライは「試験的なもの」で「まだ初期段階」であると述べ、Googleは「中国での検索エンジンのローンチには近づいていない」と述べた。2018年10月中旬のプレゼンテーションで、GoogleのCEOであるサンダー・ピチャイは、ドラゴンフライについて「中国でこのようなことができるかどうかはわからないが、探求することは重要だと感じた」と述べた。彼は製品のプロトタイプを賞賛し、現在中国で運用されている他の検索エンジンよりも優れた情報をユーザーに提供すると述べた。彼は特に、特定の医療の有効性に関する正確な検索結果を提供するGoogleの能力を強調し、魏則西死亡事件（中国の検索エンジンBaiduによって提供された情報に基づき不正確な腫瘍治療を受けた学生がその後死亡した事件）についてもほのめかした。ピチャイはまた、「ドラゴンフライのプロトタイプによって行われる検閲の範囲は限定的なものになる。仮にローンチされた場合、この検索エンジンは中国市民によるクエリの99％の結果を返し、1％だけが未回答のままになるだろう」と述べた。彼は、ある時点で100人以上の人々がドラゴンフライ・プロジェクトに取り組んでいたことを認めた。
2018年11月下旬、ドラゴンフライ・プロジェクトに取り組んだエンジニアは、Googleがプライバシーチームとセキュリティチームをプロジェクトから締め出したとザ・インターセプトに語った。しかし、Googleのセキュリティとプライバシーのディレクターは「何の排除も行われなかった」と主張し、Googleは、プライバシーレビューは「例外なく行われる (non-negotiable)」と述べた声明を発表した。
11月下旬、「ドラゴンフライ」検索エンジンに反対する数百人のGoogle社員が署名した公開書簡がMediumに公開された。従業員らは、この検索エンジンがユーザーのプライバシーを侵害しており、彼らが働くことに同意した会社の価値観と一致していないと感じたとした。また、この検索エンジンは中国国民の抑圧と人権侵害を引き起こし、Googleの企業価値を毀損するものだと主張した。これまでGoogleは、自らが持つ人権とプライバシーに対する価値観を変えたくなかったため、中国政府に準拠せず中国市場からは離れていた。そのためこの検索エンジンに関する一連のニュースを受けて、多くの従業員がアムネスティ・インターナショナルと協力して公に手紙に署名することに同意し、プロジェクトへの反対を示した。

## 歴史的背景と先例
Googleと中国との関係は、2006年に彼らがビッグテックとして中国に到来して以来、常に苦難に満ちたものだった。 Googleの最初の中国固有のプラットフォームであるGoogle.cnも、ドラゴンフライのプロトタイプと同様に検閲機能が含まれており、中国政府によってブラックリストに登録されたトピックの結果を返さないように設計されていた。ただし、ドラゴンフライとは異なり、Google.cnは、検索した結果が削除されたときに検索者に通知するように設定されていた。Google.cnの立ち上げの際、Googleはプロジェクトに対する批判に応えて「検索結果を削除することは我々の使命と矛盾しているが、情報を提供しないことはより我々の使命と矛盾している」と主張していた。Googleはまた、ドイツ、フランス、米国のプラットフォームにおいても、それぞれの国の地方自治体の規制に準拠するために検索結果を削除していることを強調し、新しい検索エンジンにおける検閲はそれほど重大なものではないとしていた。最終的に、Google.cnは多くのユーザーに受け入れられ、一部のコメンテーターは、中国市民が検索を実行し、どの結果が削除されたかを観察することで、政府が彼らに見せたくないものについての理解を深めることができる、という論理でこの検索エンジンを賞賛した。
2010年1月、Googleはオーロラ作戦の被害を受けた。オーロラ作戦は、Yahoo、アドビ、ダウ・ケミカル、モルガン・スタンレーなどの多くの主要な米国企業を標的とした、中国のハッカーによる高度なサイバー攻撃であり、一連の攻撃を通してハッカーはGoogleのソースコードを盗み、海外に住んでいた中国の著名な人権活動家らのGmailアカウントにアクセスした。これらの攻撃に加えて、当時のGoogleのCEOであるセルゲイ・ブリンが「中国の人権活動家の監視のパターンが広がりつつある」と述べたことを受け、GoogleはGoogle.cnの提供を中止し、中国のユーザーを（少なくともGoogle側では）無検閲の、香港を拠点とする検索エンジンGoogle.hkに中国ユーザーを転送し始めた。中国政府はほぼ即座に、この検索エンジンによって生成された特定の結果への中国のユーザーのアクセスをブロックした。ブリンは、Google.cnの運用中に検閲の対象となるトピックや検索語句のリクエストが日に日に増え続け、減る様子が見受けられなかったことを暴露し、中国で検索エンジンを運用することは、インターネットの自由を促進するというGoogleの目標とはもはや一致しなくなったと主張し、グーグルの突然の方針転換を正当化した。Googleはこれらの決定に対して様々な批判に曝された。一部のコメンテーターはGoogleの中国撤退を「体面を保った降伏 (face saving capitulation)」と呼び、Googleが中国市場におけるシェアを維持しながらインターネットの自由を支持しようとしていることを批判した。また別の批評家は、GoogleによるGoogle.cnの閉鎖は、オーロラ作戦や北京における情報検閲の需要の高まりとはほとんど関係がなく、単にタイミングの良いビジネスの動きであったと主張した。

## リスクとリターン
GoogleがGoogle.cnを介した中国へのサービス提供を停止した2010年3月から2018年にかけて、中国のインターネットユーザー人口は70％増加し、約7億7,200万人となった。広告からの収益の大部分を検索エンジンで獲得しているGoogleにとって、これは中国の検索エンジン市場に再び参入することの潜在的な利益が莫大であることを意味していた。一方でアナリストは、Googleがドラゴンフライのプロトタイプまたは別の検索モデルを使用して中国市場に再び参入したとしても、当初は収益目標を達成するのに苦労する可能性があると示唆した。 Googleの広告戦略は、ユーザーの検索履歴に関するデータを収集し、そのデータを使用してそれぞれのユーザーに適した広告を提示するという手法に目標を絞っている。Googleは、中国の見込みユーザーに関するこの10年近くのデータを収集するチャンスを逃しており、その広告戦略を（少なくともすぐには）実行することを困難にしている。加えて、BaiduとSogouと言った中国の既存の検索エンジンは、それぞれWindowsやWeChatといったテクノロジープラットフォームとオフィシャルなパートナーシップを確立しているため、Googleの検索製品が彼らを打ち負かすことができるかどうかは明らかではないとアナリストは分析した。
また、ザ・インターセプトによれば、ドラゴンフライは、特にAndroidスマートフォンで使用されるように設計されており、このアプリケーションがスマートフォンにダウンロードされると、ドラゴンフライは個人の検索を簡単に追跡できるようになっていた。これは、中国の消費者が中国政府によって違法と見なされたものを検索した場合、そのような情報が当局の取り調べに利用される可能性があるため、尋問や拘留などのリスクが生じる懸念があるとした。
加えて同じくザ・インターセプトによれば、ドラゴンフライの開発者は、中国の消費者に提供される天気と空気の情報を、中国政府が提供する情報に変更することを計画したという。改竄された天候の情報は大気汚染の深刻さを軽視するため、中国国民は空気のクオリティについての正しい情報が得られなくなる懸念があると同誌は報じた。

## プロジェクトへの反応

### 批判
プロジェクト・ドラゴンフライは、特にGoogleの従業員やユーザーから厳しい批判を受けた。プロジェクトの詳細をリークしたザ・インターセプトの記事が公開された直後に、約1,400人のGoogleの従業員が、プロジェクト・ドラゴンフライについての透明性を高めること、またより一般に、Googleが行っている取り組みの性質についてより多くの情報を公開することを要求する公開書簡に署名した。2018年9月、アムネスティ・インターナショナルは、このプロジェクトを「人権問題に対するGoogleの由々しき降伏 (alarming capitulation by Google on human rights)」として非難し、プロジェクトのキャンセルを求める公開書簡を発表した。2018年11月末には、このアムネスティ・インターナショナルの手紙を支持する記事が多くのGoogle社員によって共同執筆され、Mediumに公開された。彼らは、ドラゴンフライの立ち上げが、他の国においても検閲されたGoogleサービスを実装することの前例となると主張し、広がりつつある中国の監視体制をドラゴンフライが潜在的に推進する可能性があるという懸念を表明した。また、一部の報道によると中国は、オンラインとオフラインの両方で行われる行動に基づいて各市民に「スコア」を割り当てる「社会信用システム」を開発していると噂されている。例えば、アルコールを購入したり危険な道路横断をすると市民のスコアが下がり、おむつを購入するとスコアが上がるといった具合である。中国企業は法律により、収集した消費者データを政府に開示することを義務付けられており、その情報の一部はこれらのスコアの計算に使用されるものとみられている。ドラゴンフライが実現した場合、Googleも他の企業と同じように政府への情報開示を求められる可能性があるとアナリストは立論した。
プロジェクトに関するザ・インターセプトの第二報が公開され、Googleがドラゴンフライが通常のセキュリティとプライバシーのチェックを通過したという内容が報じられたのを受けて、GoogleのエンジニアであるLiz Fong-Jonesは、世界中のGoogleの従業員にストライキを行う提案をツイートした。彼女は、Googleが徹底したセキュリティとプライバシーのレビューを行わずにドラゴンフライをローンチした場合、もしくはGoogleのセキュリティとプライバシーチームのメンバーがプロジェクトの承認を強要されたという証拠が明らかになった場合には、ストライキを開始するための「レッドライン」を超えるだろうと宣言した。Fong-Jonesは、Googleの従業員が職を離れた場合に彼らを支援することを目的とした「ストライキ基金」を先んじて開始し、Googleの従業員から合計20万ドル以上の寄付を受け入れた。
また、政治家も声を上げた。 2018年10月初旬、当時のアメリカ副大統領のマイク・ペンスは、ドラゴンフライの立ち上げは中国共産党の検閲を強化し、中国の顧客のプライバシーを危険にさらすだろうと述べ、プロジェクトの開発終了を求めた。2018年12月初旬、マーク・ウォーナー上院議員は、このプロジェクトに関して北京とGoogleの両方を批判し、ドラゴンフライは中国が「彼らの情報管理の取り組みに欧州企業を利用する」ことに成功したことを証明していると述べた。
アメリカ統合参謀本部議長のジョセフ・ダンフォードもGoogleを批判した。オンラインスピーチを取り締まり自由を制限するための検閲技術を使用し、知的財産と特許の盗難により米国企業に害を与える、独裁的なコミュニストである中国にGoogleが投資し続け、一方で彼らがアメリカ国防総省との研究開発協力を更新しようとしないことは「不可解である」と彼は述べ、「ロシアや中国の規範や基準に従うことで、Googleの人々が世界秩序を享受できるかどうかわからない」と言った。彼は、物議を醸す中国進出を行う代わりに、米国政府と直接協力することをGoogleに促した。

### 支持
広がる反発の中で、Googleの従業員の一派がプロジェクトの支持を表明した。 2018年11月下旬、Googleの従業員がTechCrunchに無署名の手紙を提出し、このプロジェクトは「世界中の情報を整理し、世界中の人々がアクセスできて使えるようにする」というGoogleのミッションに沿っているため、ドラゴンフライへの取り組みを継続するよう求めた。手紙の中で、ドラゴンフライには「善よりも害を及ぼす」力があるが、「中国におけるさまざまなアプローチがどのように機能するか」という点に光を当てることができるという点で価値があると彼らは述べた。中国の3人のGoogle従業員は、Baidu、Petal、Sogouといった中国における検索エンジンの競合他社の存在からドラゴンフライの必要性を論じ、同プロジェクトを支持すると匿名で述べた。

## プロジェクトの終了
2019年7月にアメリカ上院司法委員会に提出された証言で、Googleの公共政策担当副社長であるカラン・バティアは、ドラゴンフライに対する取り組みは「終了した」と告げた。
ドラゴンフライの立ち上げは中止されたが、Googleは、将来的にも中国の検閲を伴う取り組みを一切考えないとは確約しなかった（ただし現在進行中の計画はない）。バティア氏は、米国上院司法公聴会で、「中国の検索市場に戻ることを検討するという決定は、主要な利害関係者との協議でのみ行う決定である」とコメントした。 